# 北烏克蘭

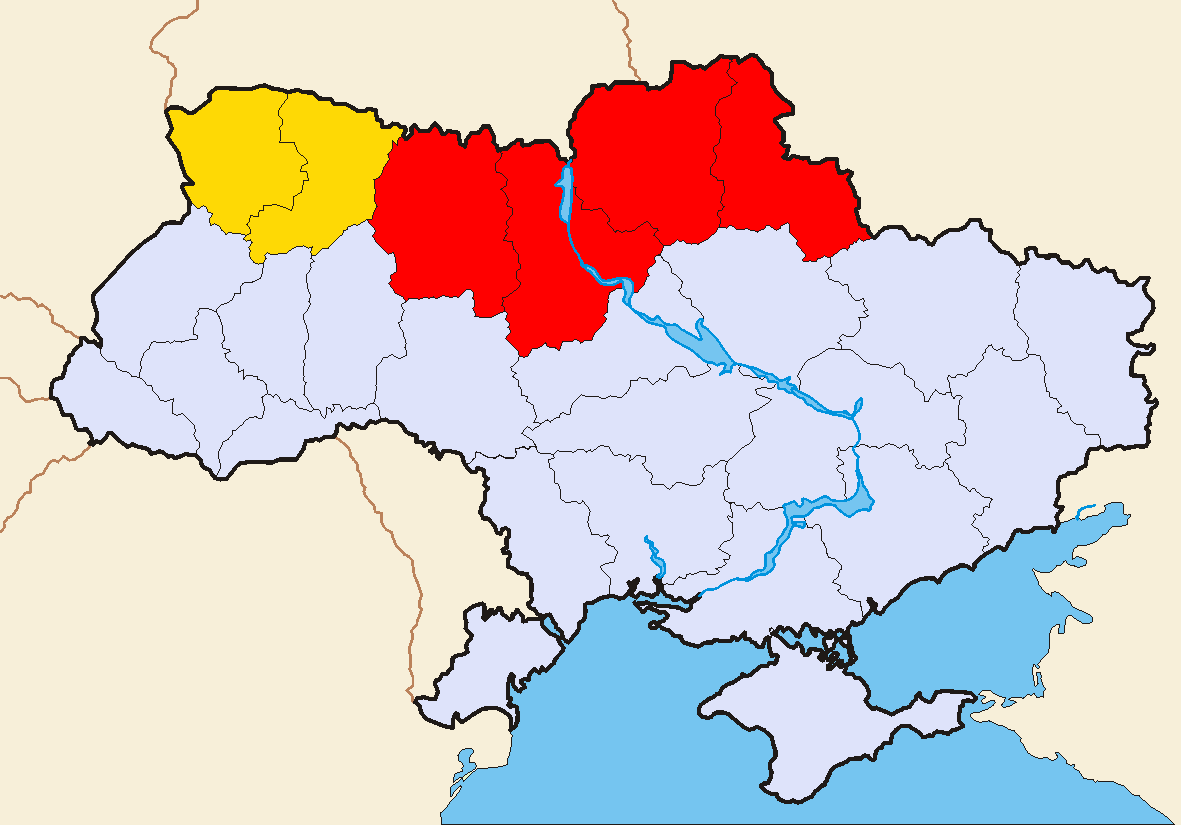
北烏克蘭範圍
狹義定義
廣義定義

北烏克蘭（羅馬化：Pivnichna Ukraina）是指烏克蘭的北部地區，其中包括日托米爾州、基輔州及基輔直轄市、切爾尼戈夫州和蘇梅州，有時還包括沃倫州和羅夫諾州。烏克蘭北部比鄰白俄羅斯，部分地區受該國的影響較深。
烏克蘭的基輔國際社會學研究所（KIIS）將烏克蘭分為中烏克蘭、西烏克蘭、南烏克蘭、東烏克蘭四區，其中烏克蘭北部主要是劃歸於中烏克蘭。